# Alejandro Fuentes
Alejandro Javiero Fuentes (né le 5 novembre 1987 au Chili) est un chanteur ayant participé à la troisième saison de Norwegian Idols (la version norvégienne de Pop Idol) en 2005.
Plus tard en 2005, il sortit son premier album Diamonds and Pearls qui devint disque d'or à la fin de l'année.
En 2006, il s'associa à trois autres artistes norvégiens (Askil Holm, Espen Lind, et Kurt Nilsen).

## Discographie

### Albums
1. Idol 2005 (Avril 2005)
2. Diamonds or Pearls (Octobre 2005)
3. Hallelujah Live (Juin 2006)
4. Tomorrow Only Knows (Septembre 2007)

### Singles
1. Stars #1
2. Sail Away #19
3. Tomorrow Only Knows #8
4. Hell If I #1